# Wybory prezydenckie w Bułgarii w 1992 roku

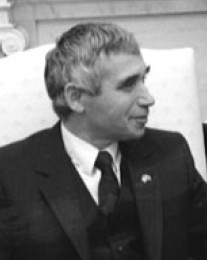
Zwycięzca wyborów, Żelu Żelew.

Wybory prezydenckie w Bułgarii w 1992 roku odbyły się w dwóch turach. Były to pierwsze powszechne wybory głowy państwa po transformacji ustrojowej w tym kraju. Pierwsza tura miała miejsce 12 stycznia 1992 roku, a druga tura odbyła się tydzień później, 19 stycznia 1992 roku.
Kandydatem Związku Sił Demokratycznych był wybrany w 1990 roku przez Wielkie Zgromadzenie Narodowe dotychczasowy prezydent Żelu Żelew. Związek poparł na stanowisko wiceprezydenta Błagę Dimitrową. O wybór ubiegali się także bezpartyjny prawnik (popierany przez Bułgarską Partię Socjalistyczną) Welko Walkanow z kandydatem na wiceprezydenta Rumenem Wodeniczarowem, przedsiębiorca i założyciel Bułgarskiego Bloku Biznesu Żorż Ganczew (wiceprezydent: Petar Beron) i kandydat niezależny Błagowest Sendow (wiceprezydent: Ognian Zaparew). Łącznie zgłoszono 22 kandydatów na urząd głowy państwa.
W II turze wyborów Żelu Żelew pokonał Welko Walkanowa, skutkiem czego 22 stycznia 1992 roku objął urząd na 5-letnią kadencję.

## Wyniki
| Kandydat               | Pierwsza tura | Pierwsza tura | Druga tura | Druga tura |
| Kandydat               | Głosy         | %             | Głosy      | %          |
| ---------------------- | ------------- | ------------- | ---------- | ---------- |
| Żelu Żelew             | 2 261 913     | 44,4          | 2 738 436  | 52,8       |
| Welko Walkanow         | 1 546 843     | 30,4          | 2 443 435  | 47,2       |
| Żorż Ganczew           | 853 044       | 16,8          |            |            |
| Błagowest Sendow       | 113 897       | 2,2           |            |            |
| Pozostali              | 315 482       | 6,2           |            |            |
| Głosy nieważne i puste | 48 712        | –             | 24 382     |            |
| Razem                  | 5 139 891     | 100           | 5 206 253  | 100        |